# Bassus minimus
Bassus minimus är en stekelart som först beskrevs av Turner 1918.  Bassus minimus ingår i släktet Bassus och familjen bracksteklar. Inga underarter finns listade.